# Geodätisches Referenzsystem 1980
Das Geodätische Referenzsystem 1980 (GRS 80, engl. Geodetic Reference System 1980) ist ein Erdmodell, das die wichtigsten Parameter der Erdfigur, der Erdrotation und des Schwerefeldes umfasst.
Das Referenzellipsoid des GRS 80 dient dem europäischen Raumbezugssystem ETRS89 als geometrische Rechen- und Abbildungsfläche und bildet mit ihm das geodätische Datum zur einheitlichen Landesvermessung. Als Abbildungssystem wird dabei die konforme UTM-Abbildung eingesetzt. In Deutschland werden die auf das Bessel-Ellipsoid (Potsdam Datum) und das Krassowski-Ellipsoid (Pulkowo-Datum) bezogenen Gauß-Krüger-Koordinaten auf GRS80 und UTM umgestellt.
GRS 80 definiert zudem die Normalschwere und löst damit GRS 67 ab. WGS 84 verwendet praktisch das Ellipsoid des GRS 80, enthält aber mehr Daten über das Schwerefeld.
GRS 80 wurde 1979 auf der Generalversammlung der IUGG, des internationalen Dachverbandes der Geodäsie und Geophysik, beschlossen und nach Absprache mit der Internationalen Astronomischen Union (IAU) vom Leiter der Studiengruppe, Helmut Moritz, 1980 detailliert publiziert.
Die vier definierenden geometrischen und physikalischen Parameter sind:
| Große Halbachse / Äquatorradius                                                                     | {\displaystyle a=6{,}378\,137\cdot 10^{6}\,{\textrm {m}}}                                     |
| Gravitationskonstante mal Erdmasse (genauer messbar als die Einzelfaktoren)                         | {\displaystyle GM_{\oplus }=3{,}986\,005\cdot 10^{14}\,{\textrm {m}}^{3}/{\textrm {s}}^{2}\,} |
| Differenz der Hauptträgheitsmomente bezogen auf M⊕a2 (ohne den Einfluss der Gezeitenkräfte)         | {\displaystyle J_{2}=1{,}08263\cdot 10^{-3}}                                                  |
| Winkelgeschwindigkeit (einschließlich Angaben zur Orientierung der Drehachse und des Nullmeridians) | {\displaystyle \omega =7{,}292\,115\cdot 10^{-5}\,{\textrm {rad/s}}\,}                        |

Die abgeleiteten Parameter zur Beschreibung der Form des Erdellipsoids sind:
| Kleine Halbachse / Polhalbachse | {\displaystyle b\approx 6{,}356\,752\,314\cdot 10^{6}\,{\textrm {m}}} |
| Parameter der Erdabplattung     | {\displaystyle f^{-1}\approx 2{,}98257222\cdot 10^{2}}                |